# Slag bij Maranga

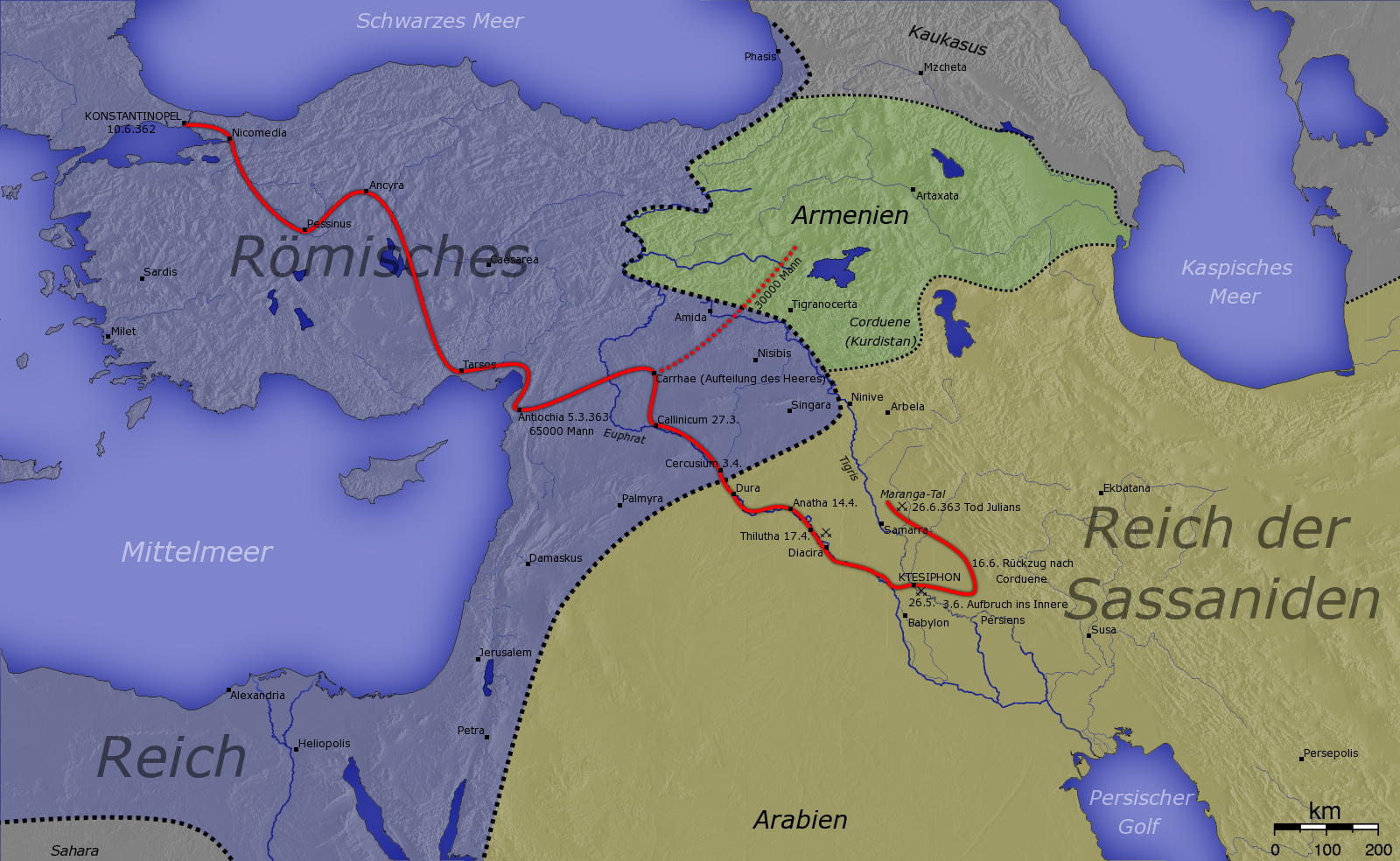
Kaart met daarop het verloop van de veldtocht van keizer Julianus tegen het Perzische Rijk.

De Slag bij Maranga vond plaats in 363, kort na de Slag bij Ctesiphon. De Romeinen hielden een Sassanidische aanval tegen terwijl ze zelf kleine verliezen leden. Het leger had echter een tekort aan voorraden en dit bleef het leger bedreigen, en kort daarna sneuvelde keizer Julianus in de Slag bij Samarra.

## Achtergrond
Nadat Julianus, de Romeinse keizer, de Perzen op de oevers van de Tigris verslagen had en de hoofdstad, Ctesiphon, belegerd had, geraakte hij er al snel van overtuigd dat hij de stad niet zou kunnen innemen. Ctesiphon dat schijnbaar onneembaar leek, samen met het verlangen om Sjapoer II te verslaan, zorgden ervoor dat Julianus het beleg beëindigde. De riviervloot die met hem mee had gereisd tijdens de mars werd in brand gestoken en Julianus beval ook dat de bagagetrein in brand gestoken moest worden, want hij dacht dat hij genoeg voedsel kon halen uit het land langs de mars. Hierdoor had het leger slechts voorraden voor 20 dagen. Het leger ging naar het binnenland, geleid door gevangengenomen inboorlingen, die de keizer echter misleidden met valse verklaringen, terwijl Sjapoer de tactiek van de verschroeide aarde toepaste. Sjapoer liet enkele troepen de Romeinse verkenners aanvallen, maar meed het hoofdleger. Omdat hij geen veldtocht kon forceren, trok Julianus zich terug over de Tigris, om een noordoostelijke terugtocht te ondernemen naar de Romeinse provincie Corduene, voor zijn schaarse en inmiddels rottende voorraden op zouden zijn.

## De slag
De Perzen, die nu een zeer groot leger verzameld hadden, kwamen nu dichter bij de achterhoede van de Romeinen. Julianus werd tijdens de mars telkens weer aangevallen, en de gevechten bij Maranga kunnen gezien worden als een veldslag. Hoewel de Perzen teruggedreven werden de terugtocht van Julianus gemaakt werd om opnieuw verder te gaan, waren ook de verliezen van de Romeinen aanzienlijk, en de vertraging van de mars bleef zijn leger verzwakken, waarvan de voorraden nu bijna op waren.

## Nasleep
De dood van Julianus in de Slag bij Samarra die hierop zou volgen, zorgde ervoor dat het moreel van de troepen nog lager werd. De nieuwe keizer Jovianus, die uitgekozen werd als Julianus' opvolger, sloot daarop een onvoordelige vrede met Sjapoer, waarbij hij alle veroveringen van Diocletianus (298) verloor, net als de belangrijke grensforten van Nisibis en Singara.